# Gunong Tarok
Gunong Tarok is een bestuurslaag in het regentschap Aceh Barat van de provincie Atjeh, Indonesië. Gunong Tarok telt 224 inwoners (volkstelling 2010).